# Omanosaura jayakari
Espèce
Synonymes
- Lacerta jayakari Boulenger, 1887

Statut de conservation UICN

 LC  : Préoccupation mineure
Omanosaura jayakari est une espèce de sauriens de la famille des Lacertidae.

## Répartition
Cette espèce se rencontre en Oman et aux Émirats arabes unis.

## Étymologie
Cette espèce est nommée en l'honneur d'Atmaram Sadashiv Jayakar (1844-1911), un naturaliste et médecin indien.

## Publication originale
- Boulenger, 1887 : A list of the reptiles and batrachians obtained near Muscat, Arabia, and presented to the British Museum by Surgeon-Major A.S.G. Jayakar. Annals and Magazine of Natural History, ser. 5, vol. 20, p. 407-408 (texte intégral).